# Nama ovata
Nama ovata là loài thực vật có hoa trong họ Mồ hôi. Loài này được (Nutt. ex Choisy) Britton mô tả khoa học đầu tiên.